# Butakhae-yo, eomma
Butakhae-yo, eomma (hangeul: 부탁해요, 엄마, lett. Ti prego, mamma; titolo internazionale All About My Mom, conosciuto anche come Please, Mom) è una serie televisiva sudcoreana trasmessa su KBS2 dal 15 agosto 2015 al 14 febbraio 2016.
Grazie agli alti indici di ascolto registrati, la serie è stata estesa di quattro episodi al 1º gennaio 2016, per un totale di 54.

## Trama
Lee Jin-ae ha un rapporto difficile con la madre San-ok, una donna dura che le preferisce il figlio maggiore Hyung-kyu e si aspetta che lei paghi non solo l'istruzione del fratello, ma anche i debiti derivanti dai cattivi investimenti sostenuti dal padre maldestro, ma amorevole. Di conseguenza, Hyung-kyu è diventato un avvocato, mentre Jin-ae ha dovuto rinunciare all'istruzione superiore e farsi strada in una grande azienda di moda. Nonostante tutto il sostegno ricevuto dalla famiglia, Hyung-kyu sta ancora facendo fatica a diventare di successo a causa del suo orgoglio e apre un piccolo studio legale dove assume come segretaria l'inesperta Sun Hye-joo. Nel frattempo, il fratello minore di Jin-ae e Hyung-kyu, Hyung-soon, ha difficoltà a trovare un lavoro retribuito e si ritrova coinvolto nella vita di Jang Chae-ri, figlia dell'amministratore delegato di una grande impresa di costruzioni. Sul posto di lavoro, Jin-ae diventa la segretaria del suo idolo, l'amministratrice Hwang Young-sun, e inizia a frequentarne il figlio, ma la situazione rende la relazione tra madre e figlia ancora più esasperata.

## Personaggi
- Lee Jin-ae, interpretata da Eugene
- Kang Hoon-jae, interpretato da Lee Sang-woo
- Im San-ok, interpretata da Go Doo-shim
La madre di Jin-ae.
- Lee Dong-chul, interpretato da Kim Kap-soo
Il padre di Jin-ae.
- Lee Hyung-kyu, interpretato da Oh Min-suk
Il fratello maggiore di Jin-ae.
- Lee Hyung-soon, interpretato da Choi Tae-joon
Il fratello minore di Jin-ae.
- Hwang Young-sun, interpretata da Kim Mi-sook
La madre di Hoon-jae.
- Yeom Nan-sook, interpretato da Hwang Jung-min
- Sun Hye-joo, interpretata da Son Yeo-eun
La segretaria di Hyung-kyu allo studio legale.
- Hong Yoo-ja, interpretata da Nam Gi-ae
La madre di Hye-joo.
- Kim San, interpretato da Gil Jung-woo
Il figlio di Hye-joo.
- Jang Chul-woong, interpretato da Song Seung-hwan
- Jang Chae-ri, interpretata da Jo Bo-ah
La figlia di Chul-woong.
- Song Ki-nam, interpretata da Kim Young-ok
- Yoon Sang-hyuk, interpretato da Song Jong-ho
- Go Aeng-doo, interpretata da Kwon Mina
- Shin Yoo-hee, interpretata da Kim So-young
- Park Kye-tae, interpretato da Tae Hang-ho
- Son Yoo-kyung, interpretata da Min Ji-ah
- Gong Na-rim, interpretata da Susanna Noh
- Avvocato Hwang, interpretato da Yang Joo-ho
- Manager Yang, interpretato da Jung Eun-pyo
- Yoo Ji-yeon, interpretato da Lee Si-won
- Song Joon-young, interpretato da Yoon Hee-seok
- Choi Seo-hyun, interpretata da Park Eun-ji
- Han Eun-ok, interpretata da Jo Mi-ryung
La madre di Aeng-doo.

## Ascolti
| Episodio | Data di trasmissione | Dati TNMS           | Dati TNMS                  | Dati AGB            | Dati AGB                   |
| Episodio | Data di trasmissione | A livello nazionale | Area metropolitana di Seul | A livello nazionale | Area metropolitana di Seul |
| -------- | -------------------- | ------------------- | -------------------------- | ------------------- | -------------------------- |
| 1        | 15 agosto 2015       | 14,1%               | 13,2%                      | 14,9%               | 15,7%                      |
| 2        | 16 agosto 2015       | 22,7%               | 22,3%                      | 24,3%               | 24,5%                      |
| 3        | 22 agosto 2015       | 17,0%               | 16,2%                      | 17,3%               | 16,8%                      |
| 4        | 23 agosto 2015       | 19,5%               | 18,2%                      | 20,5%               | 20,5%                      |
| 5        | 29 agosto 2015       | 19,8%               | 18,6%                      | 19,9%               | 20,4%                      |
| 6        | 30 agosto 2015       | 21,3%               | 20,6%                      | 22,5%               | 22,8%                      |
| 7        | 5 settembre 2015     | 21,0%               | 20,1%                      | 21,9%               | 21,9%                      |
| 8        | 6 settembre 2015     | 24,0%               | 23,0%                      | 26,5%               | 26,8%                      |
| 9        | 12 settembre 2015    | 21,7%               | 20,3%                      | 22,2%               | 21,7%                      |
| 10       | 13 settembre 2015    | 25,7%               | 23,7%                      | 26,6%               | 26,2%                      |
| 11       | 19 settembre 2015    | 21,5%               | 20,2%                      | 22,5%               | 22,5%                      |
| 12       | 20 settembre 2015    | 26,2%               | 25,7%                      | 27,0%               | 27,6%                      |
| 13       | 26 settembre 2015    | 19,5%               | 18,3%                      | 20,1%               | 21,0%                      |
| 14       | 27 settembre 2015    | 20,3%               | 18,9%                      | 20,6%               | 20,4%                      |
| 15       | 3 ottobre 2015       | 22,0%               | 19,9%                      | 23,2%               | 23,6%                      |
| 16       | 4 ottobre 2015       | 26,4%               | 24,1%                      | 28,3%               | 29,0%                      |
| 17       | 10 ottobre 2015      | 23,5%               | 21,7%                      | 24,2%               | 24,1%                      |
| 18       | 11 ottobre 2015      | 23,5%               | 23,2%                      | 26,3%               | 27,2%                      |
| 19       | 17 ottobre 2015      | 23,3%               | 22,4%                      | 24,0%               | 23,9%                      |
| 20       | 18 ottobre 2015      | 27,9%               | 26,2%                      | 29,4%               | 29,4%                      |
| 21       | 24 ottobre 2015      | 24,3%               | 23,7%                      | 26,7%               | 27,9%                      |
| 22       | 25 ottobre 2015      | 28,2%               | 28,1%                      | 30,3%               | 31,7%                      |
| 23       | 31 ottobre 2015      | 24,9%               | 23,5%                      | 24,5%               | 24,6%                      |
| 24       | 1 novembre 2015      | 28,0%               | 26,8%                      | 29,2%               | 30,3%                      |
| 25       | 7 novembre 2015      | 24,2%               | 22,3%                      | 27,0%               | 26,7%                      |
| 26       | 8 novembre 2015      | 27,3%               | 25,5%                      | 31,1%               | 31,3%                      |
| 27       | 14 novembre 2015     | 22,7%               | 21,4%                      | 23,7%               | 24,1%                      |
| 28       | 15 novembre 2015     | 27,3%               | 24,8%                      | 29,5%               | 29,6%                      |
| 29       | 21 novembre 2015     | 19,4%               | 18,0%                      | 22,4%               | 23,2%                      |
| 30       | 22 novembre 2015     | 29,1%               | 28,4%                      | 30,7%               | 31,3%                      |
| 31       | 28 novembre 2015     | 21,4%               | 20,5%                      | 24,7%               | 25,1%                      |
| 32       | 29 novembre 2015     | 27,2%               | 26,4%                      | 30,9%               | 31,7%                      |
| 33       | 5 dicembre 2015      | 22,0%               | 21,0%                      | 25,2%               | 26,0%                      |
| 34       | 6 dicembre 2015      | 28,2%               | 28,1%                      | 31,7%               | 33,3%                      |
| 35       | 12 dicembre 2015     | 22,0%               | 20,3%                      | 24,2%               | 24,3%                      |
| 36       | 13 dicembre 2015     | 27,7%               | 25,5%                      | 32,1%               | 33,1%                      |
| 37       | 19 dicembre 2015     | 21,3%               | 19,8%                      | 25,7%               | 25,9%                      |
| 38       | 20 dicembre 2015     | 26,7%               | 25,5%                      | 32,4%               | 33,4%                      |
| 39       | 26 dicembre 2015     | 22,9%               | 20,6%                      | 26,2%               | 27,6%                      |
| 40       | 27 dicembre 2015     | 26,2%               | 24,5%                      | 32,1%               | 32,8%                      |
| 41       | 2 gennaio 2016       | 25,2%               | 22,8%                      | 27,6%               | 28,1%                      |
| 42       | 3 gennaio 2016       | 28,2%               | 26,1%                      | 33,3%               | 34,1%                      |
| 43       | 9 gennaio 2016       | 25,8%               | 23,1%                      | 27,3%               | 30,8%                      |
| 44       | 10 gennaio 2016      | 32,6%               | 30,2%                      | 33,8%               | 34,8%                      |
| 45       | 16 gennaio 2016      | 27,6%               | 25,4%                      | 28,0%               | 28,5%                      |
| 46       | 17 gennaio 2016      | 35,6%               | 33,6%                      | 35,8%               | 36,0%                      |
| 47       | 23 gennaio 2016      | 31,9%               | 29,2%                      | 32,4%               | 34,0%                      |
| 48       | 24 gennaio 2016      | 37,1%               | 33,3%                      | 36,9%               | 38,0%                      |
| 49       | 30 gennaio 2016      | 32,9%               | 29,1%                      | 33,4%               | 34,0%                      |
| 50       | 31 gennaio 2016      | 35,9%               | 32,8%                      | 36,3%               | 37,7%                      |
| 51       | 6 febbraio 2016      | 33,3%               | 29,6%                      | 33,2%               | 33,2%                      |
| 52       | 7 febbraio 2016      | 33,5%               | 31,8%                      | 31,1%               | 31,1%                      |
| 53       | 13 febbraio 2016     | 34,3%               | 31,8%                      | 35,5%               | 35,6%                      |
| 54       | 14 febbraio 2016     | 39,1%               | 36,6%                      | 38,2%               | 39,0%                      |
| Media    | Media                | 25,8%               | 24,2%                      | 27,5%               | 28%                        |

## Colonna sonora
1. I Like You – Sunny Hill
2. I Will – Kim Hyung-joong e Beige
3. Love is So Difficult (사랑 참 어렵다) – Beige
4. Love is So Good (사랑이 좋아) – Hong Jin-young
5. You Are My Star (어느 별이 내게 온 걸까) – Eru
6. To My Wife (아내에게) – Tae Jin-ah
7. I Like You (Inst.)
8. I Will (Inst.)
9. Love is So Difficult (Inst.)
10. Love is So Good (Inst.) (사랑이 좋아)
11. You Are My Star (Inst.) (어느 별이 내게 온 걸까)
12. To My Wife (Inst.) (아내에게)

## Riconoscimenti
| Anno | Premio           | Categoria                                          | Ricevente                | Risultato       |
| ---- | ---------------- | -------------------------------------------------- | ------------------------ | --------------- |
| 2015 | APAN Star Awards | Premio all'eccellenza, attore in un drama seriale  | Lee Sang-woo             | Candidato/a     |
| 2015 | APAN Star Awards | Premio all'eccellenza, attrice in un drama seriale | Eugene                   | Candidato/a     |
| 2015 | Grimae Awards    | Miglior nuova attrice                              | Jo Bo-ah                 | Vincitore/trice |
| 2015 | KBS Drama Awards | Gran premio (Daesang)                              | Go Doo-shim              | Vincitore/trice |
| 2015 | KBS Drama Awards | Premio alla massima eccellenza, attrice            | Go Doo-shim              | Candidato/a     |
| 2015 | KBS Drama Awards | Premio all'eccellenza, attore in un drama seriale  | Kim Kap-soo              | Vincitore/trice |
| 2015 | KBS Drama Awards | Premio all'eccellenza, attore in un drama seriale  | Lee Sang-woo             | Candidato/a     |
| 2015 | KBS Drama Awards | Premio all'eccellenza, attrice in un drama seriale | Eugene                   | Vincitore/trice |
| 2015 | KBS Drama Awards | Premio all'eccellenza, attrice in un drama seriale | Go Doo-shim              | Candidato/a     |
| 2015 | KBS Drama Awards | Miglior attore di supporto                         | Oh Min-suk               | Candidato/a     |
| 2015 | KBS Drama Awards | Miglior attrice di supporto                        | Son Yeo-eun              | Candidato/a     |
| 2015 | KBS Drama Awards | Premio alla popolarità, attrice                    | Jo Bo-ah                 | Vincitore/trice |
| 2015 | KBS Drama Awards | Miglior nuova attrice                              | Jo Bo-ah                 | Candidato/a     |
| 2015 | KBS Drama Awards | Miglior nuovo attore                               | Choi Tae-joon            | Candidato/a     |
| 2015 | KBS Drama Awards | Miglior giovane attore                             | Gil Jung-woo             | Candidato/a     |
| 2015 | KBS Drama Awards | Premio miglior coppia                              | Lee Sang-woo e Eugene    | Candidato/a     |
| 2015 | KBS Drama Awards | Premio miglior coppia                              | Oh Min-suk e Son Yeo-eun | Candidato/a     |
| 2015 | KBS Drama Awards | Premio miglior coppia                              | Choi Tae-joon e Jo Bo-ah | Candidato/a     |